# Javier Rojo Gómez, Othón P. Blanco
Javier Rojo Gómez är en ort i Mexiko.   Den ligger i kommunen Othón P. Blanco och delstaten Quintana Roo, i den östra delen av landet, 1 100 km öster om huvudstaden Mexico City. Javier Rojo Gómez ligger 47 meter över havet och antalet invånare är 2 911.
Terrängen runt Javier Rojo Gómez är platt. Runt Javier Rojo Gómez är det glesbefolkat, med 16 invånare per kvadratkilometer. Javier Rojo Gómez är det största samhället i trakten. Omgivningarna runt Javier Rojo Gómez är en mosaik av jordbruksmark och naturlig växtlighet.